# Callicarpa ampla
Callicarpa ampla är en kransblommig växtart som beskrevs av Johannes Conrad Schauer. Callicarpa ampla ingår i släktet Callicarpa och familjen kransblommiga växter. IUCN kategoriserar arten globalt som akut hotad. Inga underarter finns listade i Catalogue of Life.

## Bildgalleri

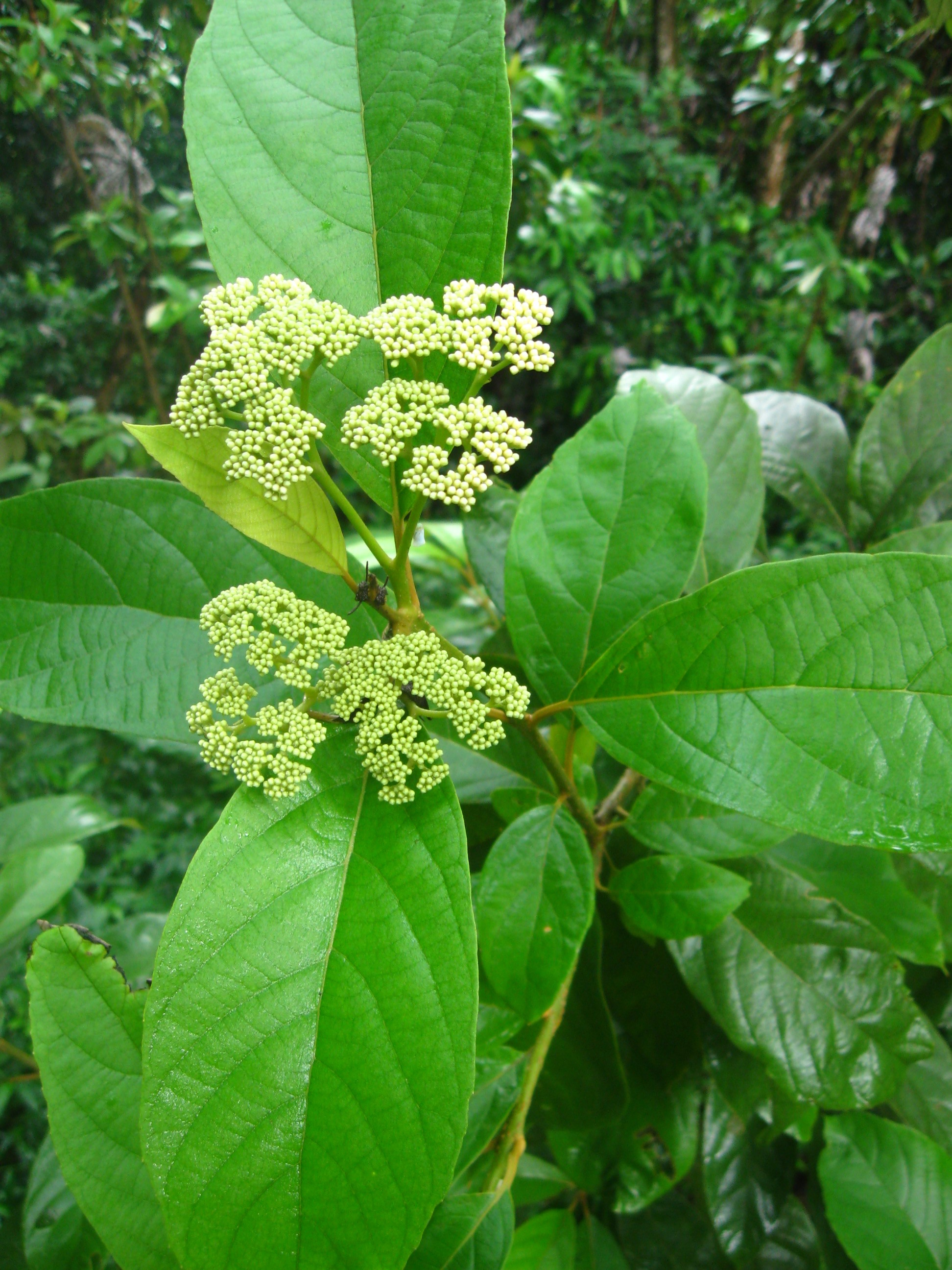
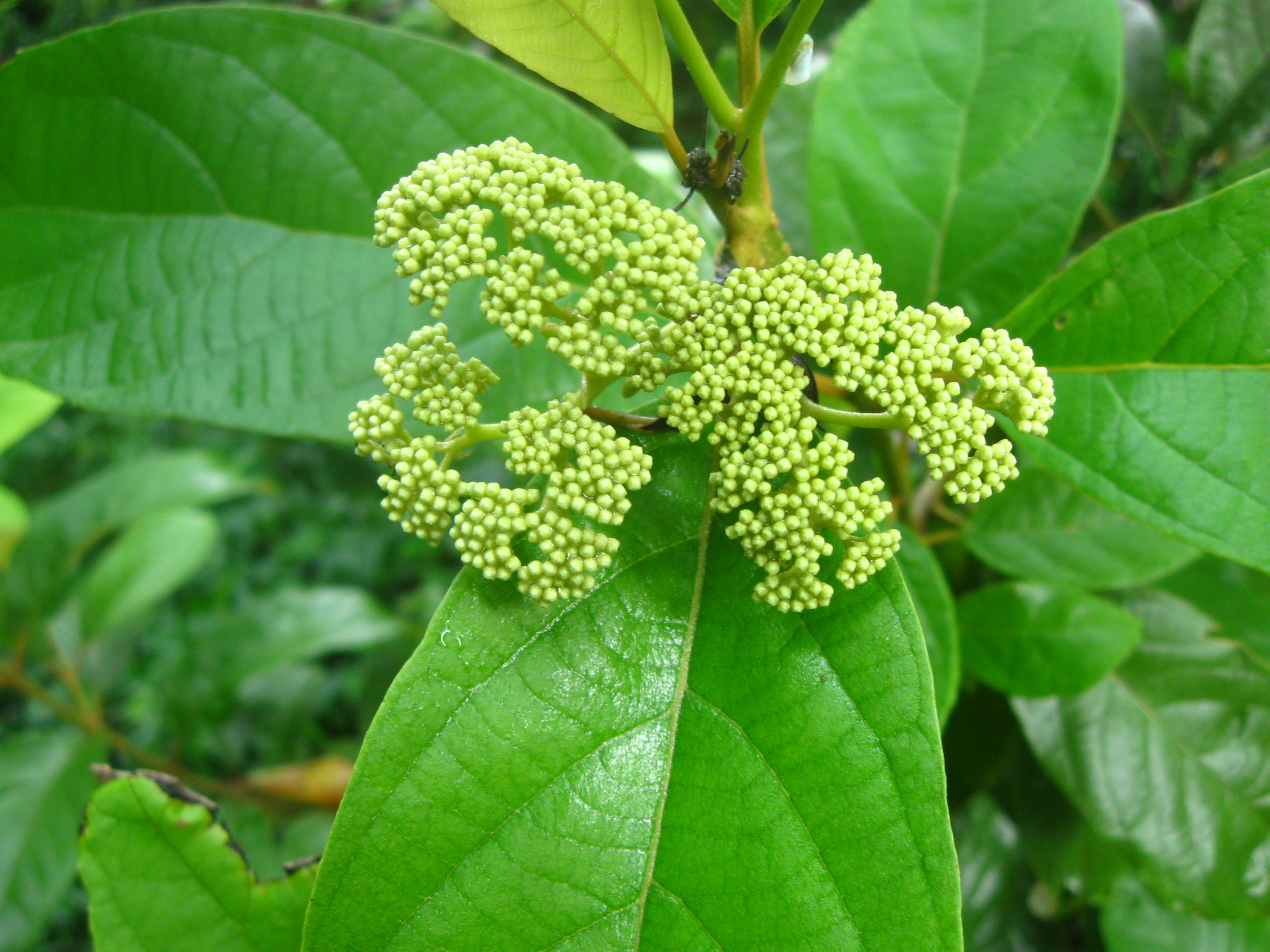